# Becehegy megállóhely
Becehegy megállóhely egy Zala vármegyei vasúti megállóhely Balatongyörök településen, a MÁV üzemeltetésében.
A névadó Becehegy településrésztől jó egy kilométerre délre helyezkedik el, külterületen, néhány lépésre a Balaton partjától; közúti elérését egy, a 71-es főútból kiágazó, nagyjából 600 méter hosszú önkormányzati út biztosítja.

## Vasútvonalak
A megállóhelyet az alábbi vasútvonalak érintik:
- Balatonszentgyörgy–Tapolca–Ukk-vasútvonal

## Kapcsolódó állomások
A megállóhelyhez az alábbi állomások vannak a legközelebb:
- Balatonederics vasútállomás (Balatonszentgyörgy–Tapolca–Ukk-vasútvonal)
- Balatongyörök megállóhely (Balatonszentgyörgy–Tapolca–Ukk-vasútvonal)

## Forgalom
| Járat              | Útvonal | Gyakoriság      |
| ------------------ | --- | --------------- |
| személyvonat       | Ukk – Gógánfa – Zalagyömörő – Sümeg – Sümegi Bazaltbánya – Uzsa – Uzsabánya alsó – Tapolca – Raposka – Balatonederics (← Becehegy) – Balatongyörök – Vonyarcvashegy – Gyenesdiás – Alsógyenes – Keszthely | Napi 1 Ukk felé |
| személyvonat       | Tapolca – Raposka – Balatonederics (– Becehegy) – Balatongyörök – Vonyarcvashegy – Gyenesdiás – Alsógyenes – Keszthely (– Balatonszentgyörgy) | Napi 1 pár      |
| Helikon InterRégió | Tapolca – Raposka – Balatonederics – Becehegy – Balatongyörök – Vonyarcvashegy – Gyenesdiás – Alsógyenes – Keszthely – Balatonszentgyörgy – Balatonberény – Balatonmáriafürdő – Balatonfenyves alsó – Balatonfenyves – Alsóbélatelep – Bélatelep – Fonyód – Lengyeltóti – Öreglak – Somogyvár – Pamuk – Osztopán – Somogyjád – Kapostüskevár – Kaposvár | Napi 1 pár      |